# Отвиль-Лонес
Отви́ль-Лоне́с (фр. Hauteville-Lompnes) — коммуна во Франции, находится в регионе Рона — Альпы. Департамент — Эн. Административный центр кантона Отвиль-Лонес. Округ коммуны — Белле.
Код INSEE коммуны — 01185.

## География
Коммуна расположена приблизительно в 410 км к юго-востоку от Парижа, в 65 км восточнее Лиона, в 39 км к юго-востоку от Бурк-ан-Бреса.
Около половины территории коммуны покрыто лесами.

## Климат
Климат полуконтинентальный с холодной зимой и тёплым летом. Дожди бывают нечасто, в основном летом.

## Население
Население коммуны на 2010 год составляло 4044 человека.
| 1962 | 1968 | 1975 | 1982 | 1990 | 1999 | 2010 |
| ---- | ---- | ---- | ---- | ---- | ---- | ---- |
| 3806 | 3841 | 4083 | 3597 | 3895 | 3653 | 4044 |

## Администрация
| Период | Период | Фамилия        | Партия                        | Примечания               |
| ------ | ------ | -------------- | ----------------------------- | ------------------------ |
| 1946   | 1977   | Жан Ле Такон   |                               |                          |
| 1977   | 1989   | Ги Сен-Пьер    | беспартийный                  | врач-фтизиатр и психиатр |
| 1989   | 2001   | Бернар Макле   | Социалистическая партия       |                          |
| 2001   | 2008   | Бернар Арженти | Союз за народное движение     | фермер                   |
| 2008   | 2013   | Бернар Макле   | Социалистическая партия       |                          |
| 2013   | 2014   | Моник Лиоде    | Разные левые                  |                          |
| 2014   | 2020   | Бернар Арженти | Союз демократов и независимых |                          |

## Экономика
В 2010 году среди 2548 человек трудоспособного возраста (15—64 лет) 1739 были экономически активными, 809 — неактивными (показатель активности — 68,2 %, в 1999 году было 70,9 %). Из 1739 активных жителей работали 1591 человек (806 мужчин и 785 женщин), безработных было 148 (78 мужчин и 70 женщин). Среди 809 неактивных 213 человек были учениками или студентами, 305 — пенсионерами, 291 были неактивными по другим причинам.

## Города-побратимы
- Роннебург (Германия, с 2000)

## Фотогалерея

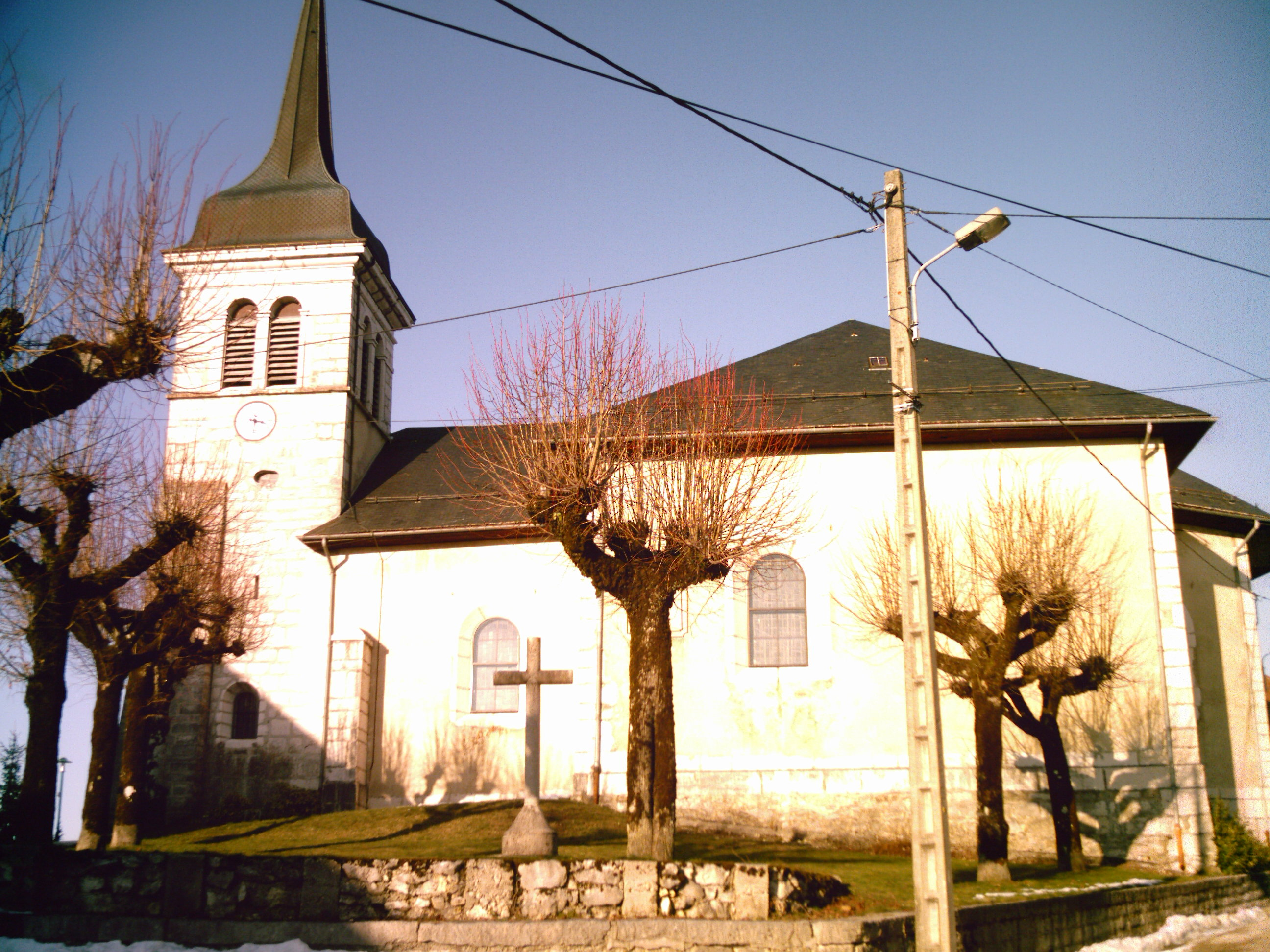
Церковь Нотр-Дам
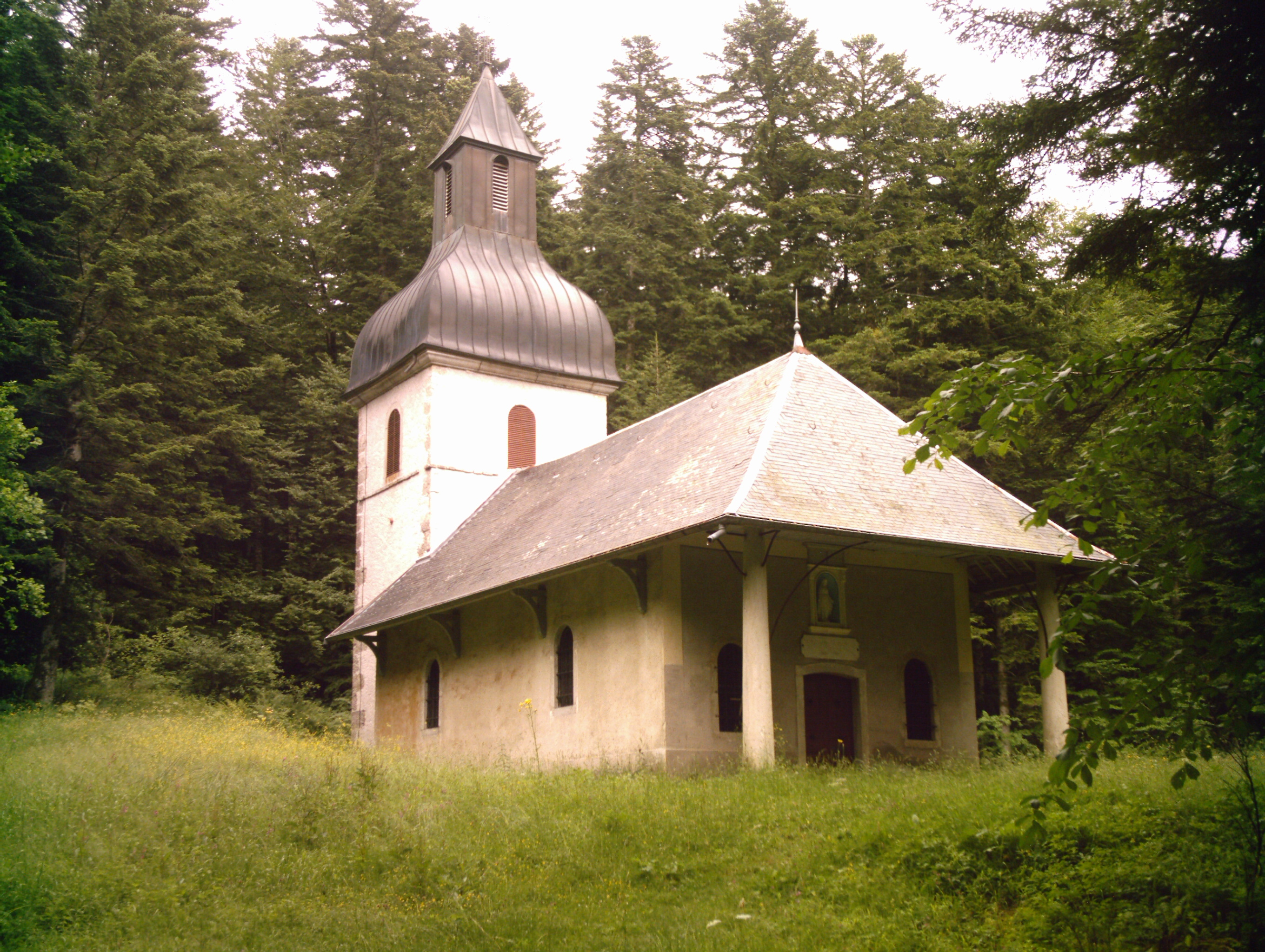
Церковь Нотр-Дам-де-Мазьер
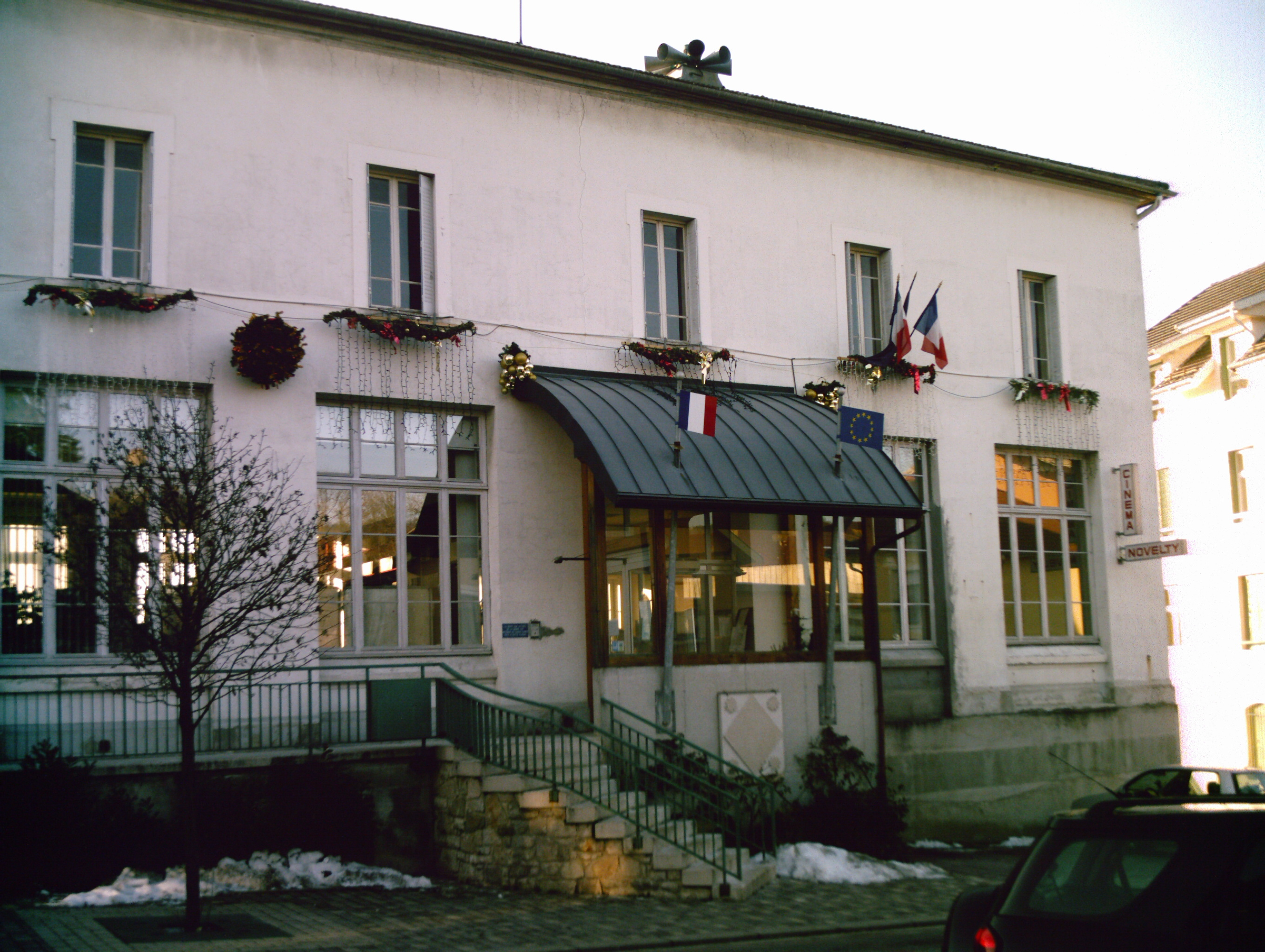
Мэрия
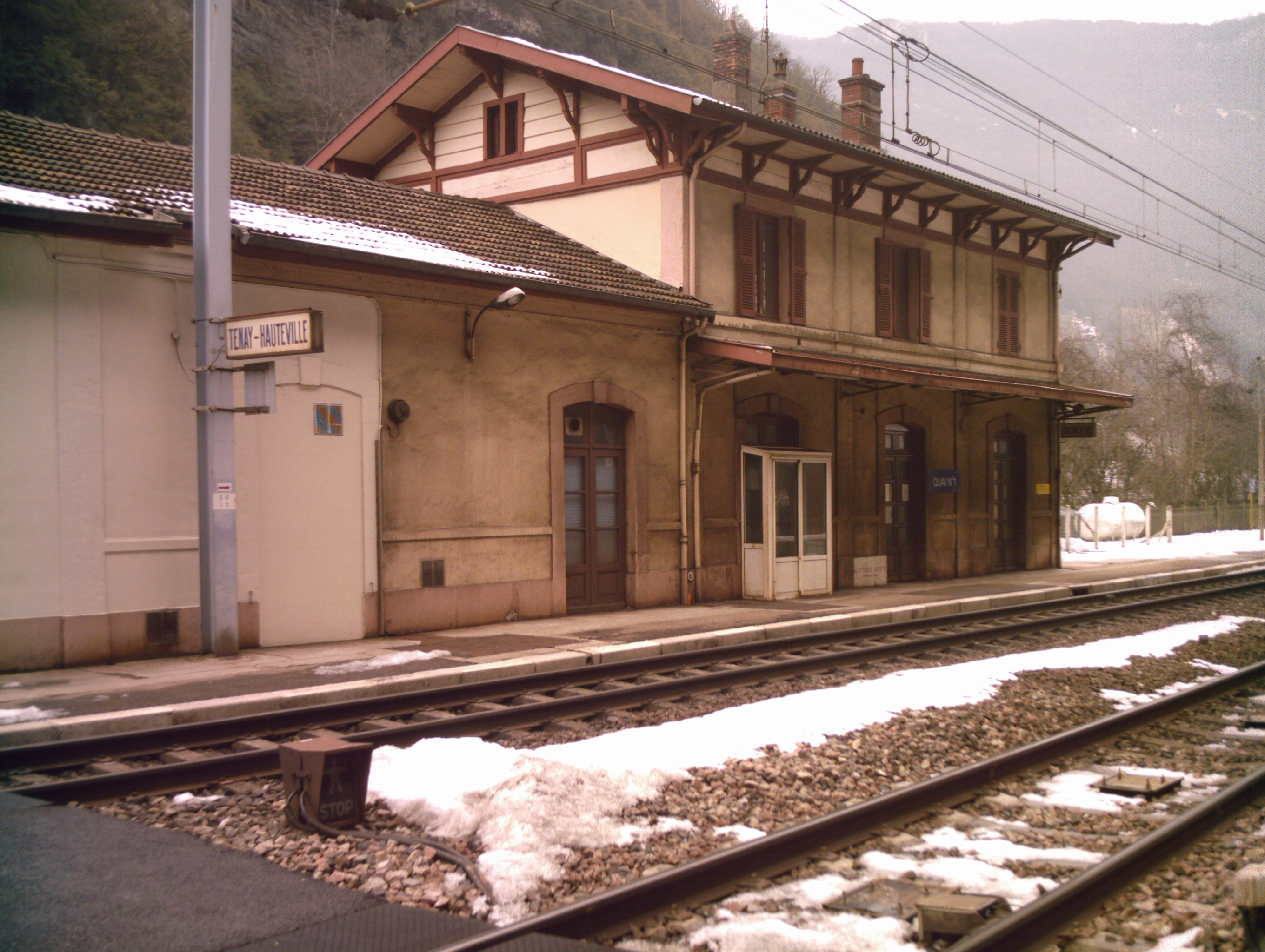
Вокзал Тене-Отвиль
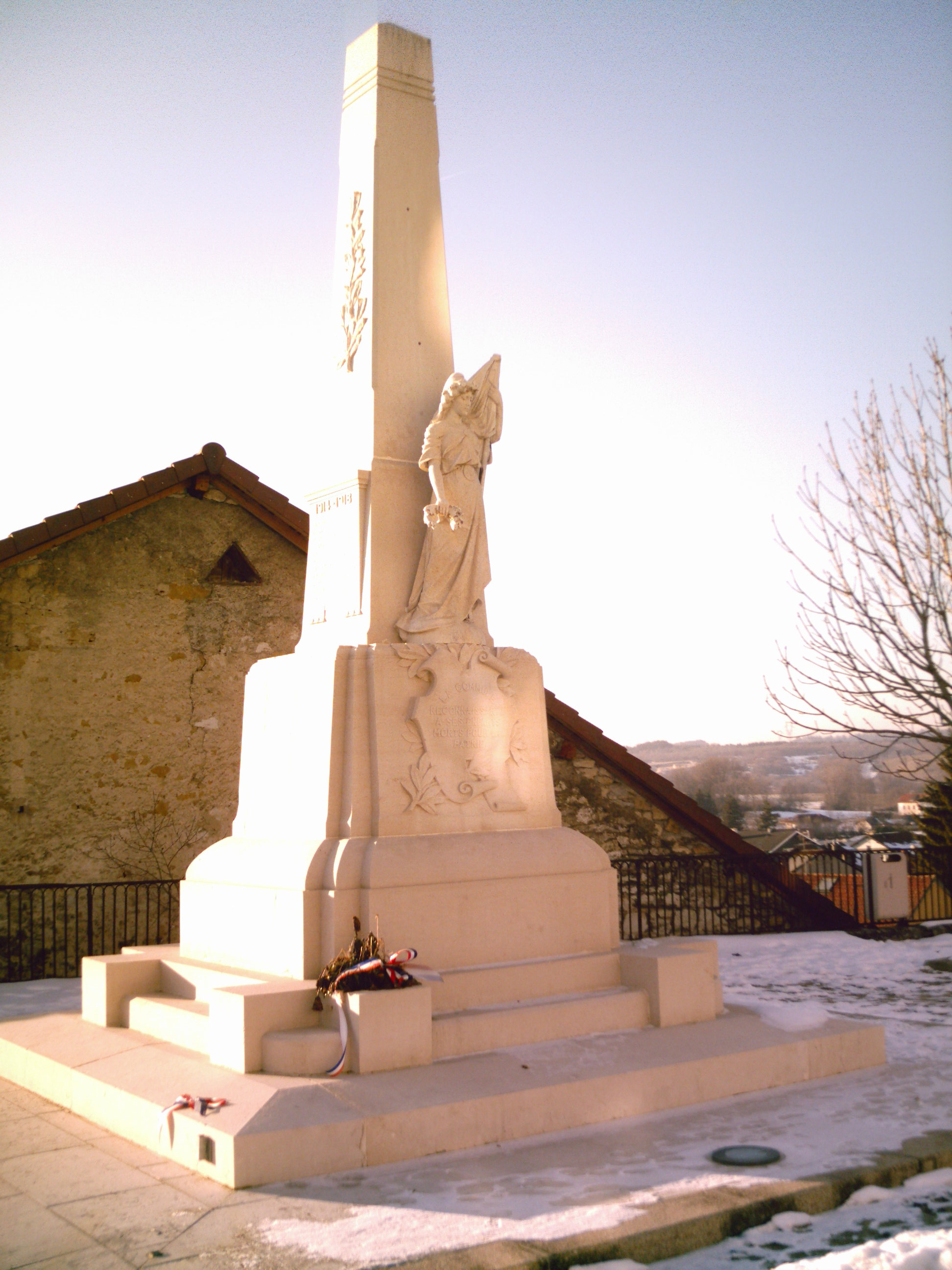
Военный мемориал